# Ceramografi greci
La pagina presenta una lista dei ceramografi (pittori di vasi) più importanti della ceramica greca.

## Stile geometrico (Atene)

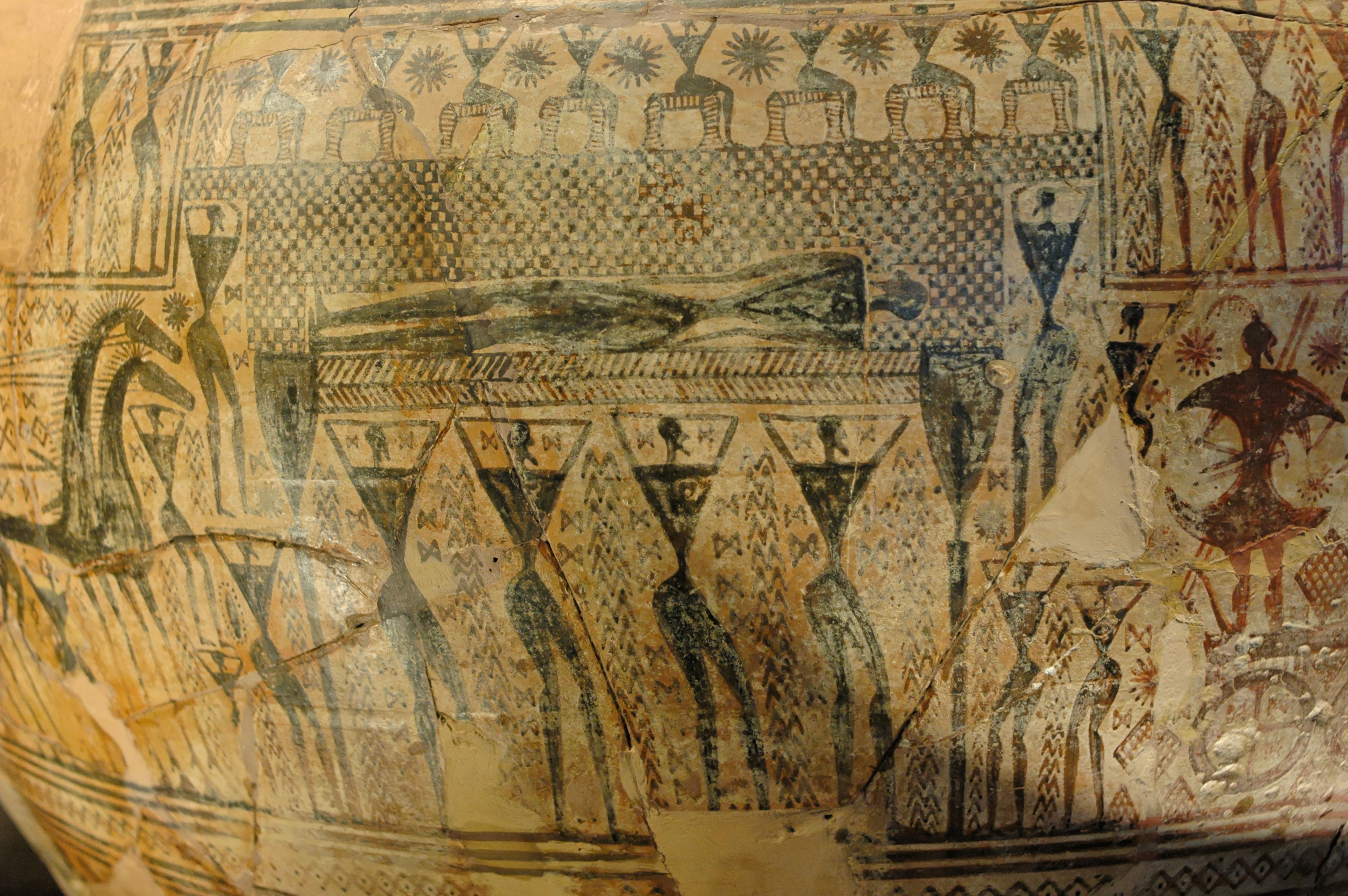
Stile Geometrico: Pittore di Dipylon

- Tardo geometrico I (760-735 a.C.): 
  - Maestro del Dipylon (760-735 a.C.)
  - Pittore di Hirschfeld (750-725 a.C.)
- Tardo Geometrico II (735-700 a.C.):
  - Pittore di Atene 894

## Stile protocorinzio (Corinto)
- Medio protocorinzio (700-650 a.C.)
  - Pittore di Aiace (700/690 a.C.-675 a.C.)
  - Pittore di Bellerofonte (675-650/640 a.C.)

## Stile protoattico (Atene)
- Protoattico antico (710-675 a.C.)

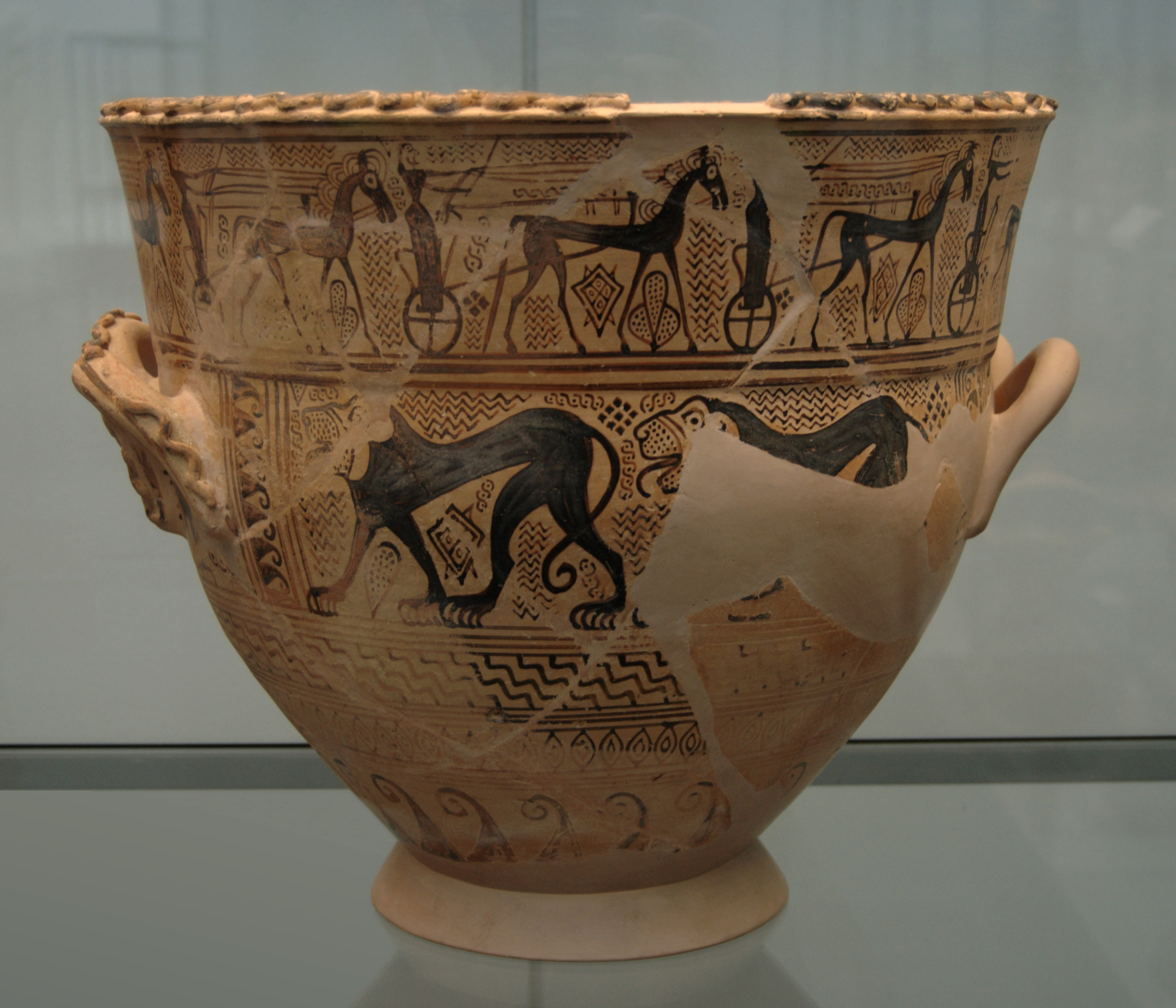
Stile protoattico: Pittore di Analato

  - Pittore di Analato (o di Analatos, 710-675 a.C.)
  - Pittore di Mesogeia
  - Pittore della Scacchiera, (680 a.C. circa)
- Protoattico medio (675-635 a.C.)
  - Pittore di Polifemo (670-650 a.C.)
  - Pittore della Brocca degli arieti

## Stile laconico (Sparta)
- 590 - 570 a.C.: pittore dei Pesci
- 575 - 560 a.C.: pittore di Arcesilao (o di Arkesilas)

## Stile attico a figure nere

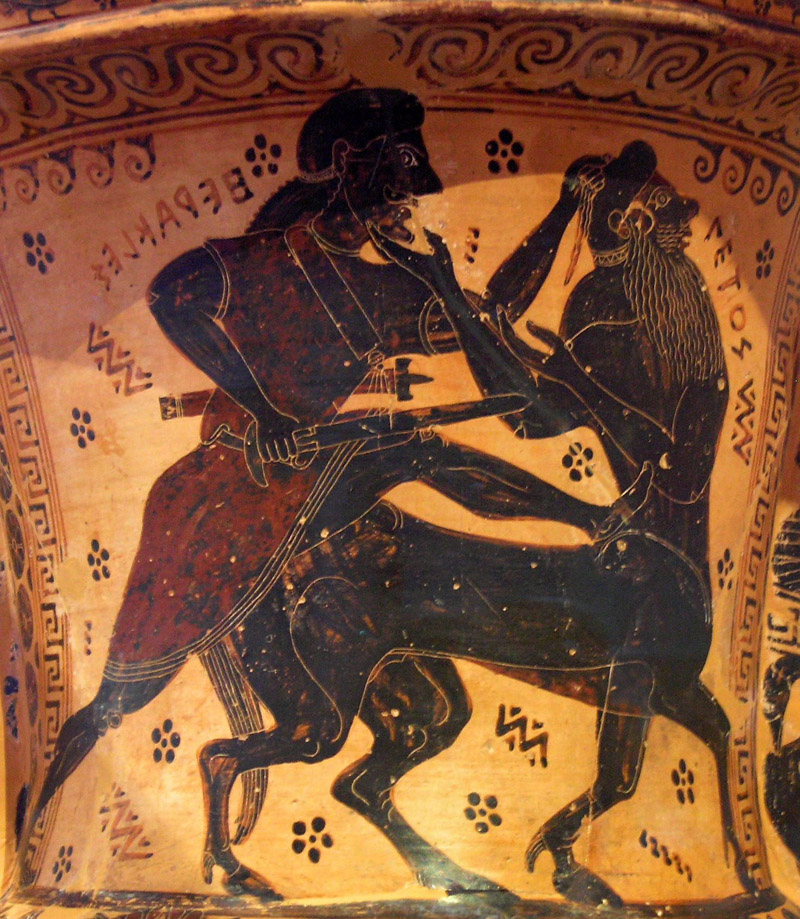
Stile attico a figure nere: Pittore di Nesso

- Pittore di Nesso (o di Nessos, 620-600 a.C. circa)
- Pittore della Gorgone (600-580 a.C. circa)
- Sofilo (Sophilos, ceramista) (580-570 a.C.)
- Gruppo delle Coppe di Siana (575-550 a.C.), Pittore C e Pittore di Heidelberg, pittore di Taranto
- Kleitias (570-560 a.C. circa)
- Pittore dell'Acropoli 606 (570-560 a.C. circa)
- Nearco (o Nearchos, 570-555 a.C.)
- Pittore del Troilos di Taranto (550 a.C. circa)
- Lido (o Lydos, 560-540 a.C.)
- Pittore di Amasis (560-515 a.C.) e gruppo dei Piccoli maestri (560-530 a.C.)
- Exechias (550-530 a.C.)

## Stile attico a figure rosse arcaico

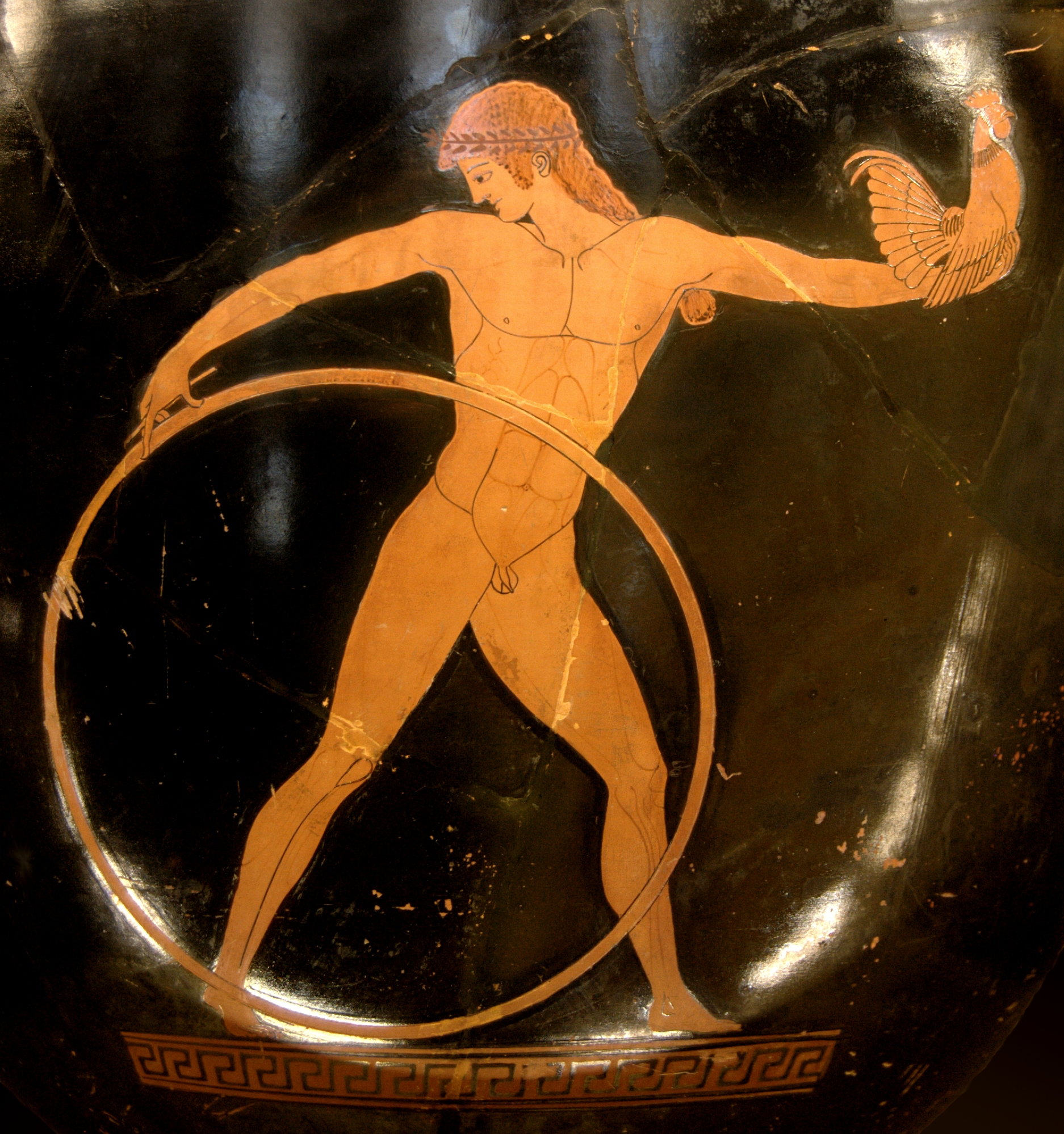
Stile attico a figure rosse arcaico: Pittore di Berlino

- 530 - 515 a.C.: pittore di Andocide (o di Andokides) e pittore di Lisippide (o di Lysippides)
- 525 - 500 a.C.: Olto (Oltos), Epitteto (Epiktetos)
- 520 - 500 a.C.: Eufronio (Euphronios), Eutimide (Euthymides)
- 505 - 475 a.C.: Onesimo (Onesimos)
- 500 - 475 a.C.: pittore di Cleofrade (o di Kleophfrades)

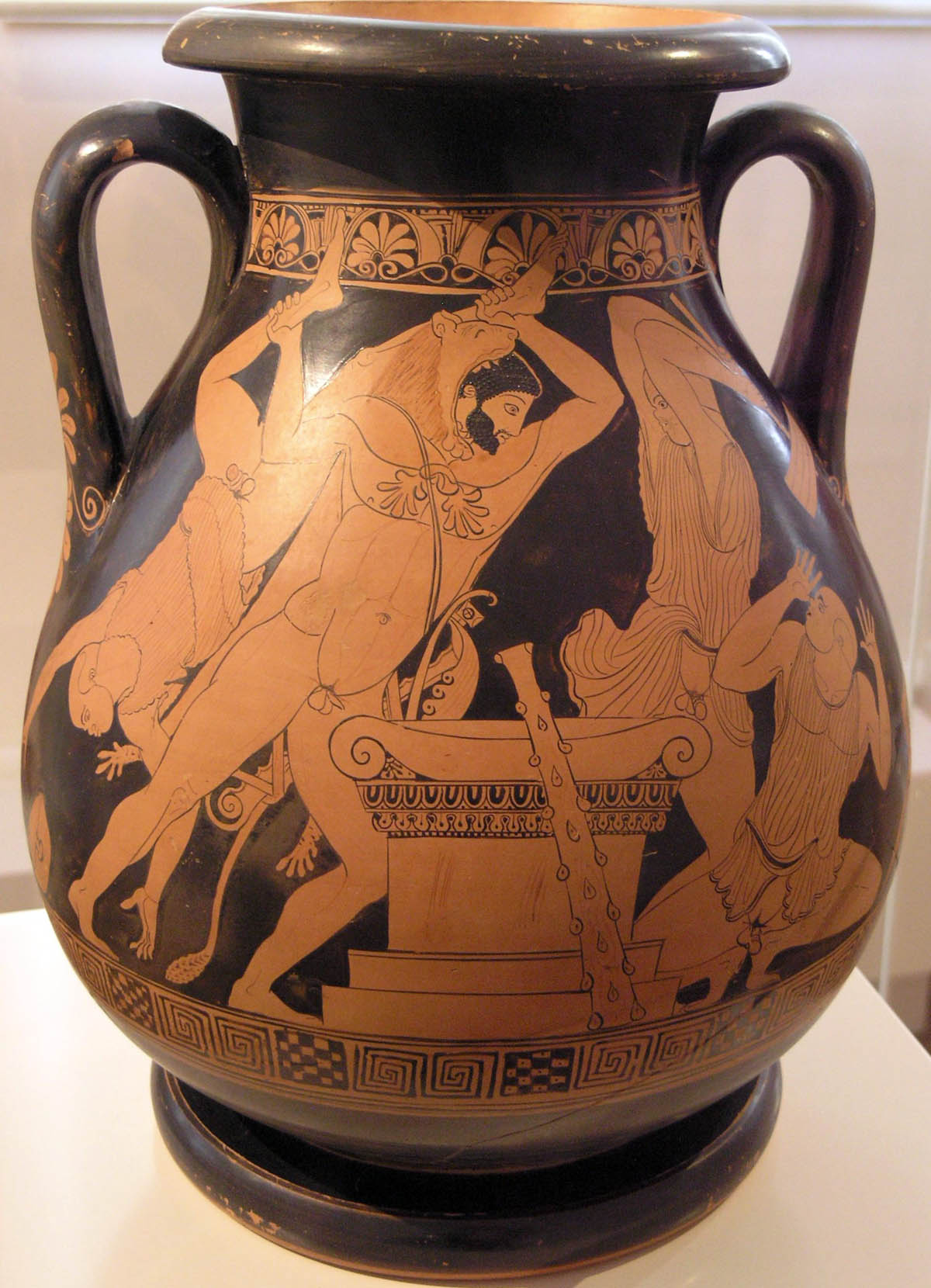
Stile attico a figure rosse: Pittore di Pan

- 500 - 470/460 a.C.: pittore di Berlino
- 500 - 475 a.C.: pittore di Brigo (o di Brygos)
- 500 - 460 a.C. Duride (Douris)
- 480 - 470 a.C.: Macrone
- 480 - 460 a.C.: Esone

## Stile attico a figure rosse classico
- "Manieristi"
  - 480 - 460 a.C.: pittore di Pan
- 470 - 450 a.C.: Hermonax
- pittore di Villa Giulia (continuatore di Duride)
- 475 - 465 a.C.: pittore di Pistosseno (o di Pistoxenos)
- 465 - 450 a.C.: pittore di Pentesilea (o di Penthesilea); bottega del pittore di Pentesilea attiva tra il 480 e il 430 a.C.
- 470 - 450 a.C.: pittore di Altamura, pittore dei Niobidi
- 460 - 430 a.C.: pittore di Achille
- gruppo "del Canneto": pittore del Canneto
- ceramografi influenzati dal pittore Polignoto:
  - intorno al 440 a.C.: pittore di Polignoto
  - intorno al 430 a.C.: pittore di Cleofonte (o di Kleophon)
  - intorno al 420 a.C.: pittore del dinos (o del deinos)
- intorno al 420 a.C.: pittore di Eretria
- 410 - 400 a.C.: pittore di Midia (o di Meidias) e Aristofane (Aristophanes), pittore di Pronomo (o di Pronomos), pittore di Talo (o di Talos)

## IV secolo a.C.
- bottega del pittore di Xenophantos
- gruppo di Kerch: pittore di Marsia

## Ceramografi in ordine alfabetico
- Pittore di Lipari
- Pittore di Gela
- Pittore di Siracusa 47099

## Epoche e stili
Abbreviazioni in base agli stili:
| Sigla | Epoca/Stile/Tecnica              |
| ----- | -------------------------------- |
| BI    | Ceramica bilingue                |
| BU    | Bucchero                         |
| CH    | Idria ceretana                   |
| CK    | Ceramica calcidese               |
| DK    | Ceramica dauna                   |
| EG    | Ceramica etrusco geometrica      |
| EK    | Ceramica etrusco corinzia        |
| EO    | Ceramica etrusca orientalizzante |
| FG    | Ceramica protogeometrica         |
| FI    | Ceramica di Fikellura            |
| FK    | Ceramica falisca                 |
| FM    | Ceramica protomicenea            |
| GE    | Ceramica geometrica              |
| GK    | Ceramica invetriata greca        |
| GN    | Ceramica di Gnathia              |
| HA    | Ceramica di Hadra                |
| HE    | Ceramica micenea                 |
| HL    | Ceramica ellenistica             |
| IG    | Ceramica geometrica italiota     |
| IM    | Impasto                          |
| IS    | Ceramica subgeometrica italiota  |
| KA    | Ceramica campana                 |
| KE    | Stile di Kerch (figure rosse)    |
| KO    | Coroplastica                     |
| KR    | Korallenroter Stil (figure nere) |
| KS    | Sarcofago clazomenio             |
| ME    | Ceramica messapica               |
| MG    | Ceramica mediogeometrica         |

| Sigla | Epoca/Stile/Tecnica                                |
| ----- | -------------------------------------------------- |
| MI    | Ceramica minoica                                   |
| MK    | Ceramica messapica                                 |
| MM    | Ceramica mediomicenea                              |
| MY    | Micenea = Tardo elladica                           |
| OR    | Ceramica orientalizzante                           |
| PA    | Ceramica protoattica                               |
| PC    | Ceramica pseudocalcidese                           |
| PE    | Ceramica peucetica                                 |
| PG    | Ceramica protogeometrica                           |
| PK    | Ceramica protocorinzia                             |
| PL    | Vasi plastici                                      |
| PO    | Ceramica policroma                                 |
| PR    | Ceramica a figure rosse                            |
| PV    | Vasi pontici (figure nere)                         |
| RF    | Ceramica a figure rosse                            |
| RK    | Ceramica a rilievo                                 |
| SF    | Ceramica a figure nere                             |
| SG    | Ceramica geometrica                                |
| SM    | Ceramica tardo micenea                             |
| SH    | Silhouettenmalerei                                 |
| SI    | Tecnica di Six                                     |
| SK    | Ceramica a vernice nera                            |
| SM    | Ceramica submicenea                                |
| SU    | Ceramica subgeometrica                             |
| ÜS    | Stile di transizione (orientalizzante/figure nere) |
| WG    | Tecnica a fondo bianco                             |
| WS    | Stile delle capre selvatiche (Wild Goat Style)     |
| WR    | Stile bianco su rosso                              |

| Sigla | Epoca/Stile/Tecnica              |
| ----- | -------------------------------- |
| BI    | Ceramica bilingue                |
| BU    | Bucchero                         |
| CH    | Idria ceretana                   |
| CK    | Ceramica calcidese               |
| DK    | Ceramica dauna                   |
| EG    | Ceramica etrusco geometrica      |
| EK    | Ceramica etrusco corinzia        |
| EO    | Ceramica etrusca orientalizzante |
| FG    | Ceramica protogeometrica         |
| FI    | Ceramica di Fikellura            |
| FK    | Ceramica falisca                 |
| FM    | Ceramica protomicenea            |
| GE    | Ceramica geometrica              |
| GK    | Ceramica invetriata greca        |
| GN    | Ceramica di Gnathia              |
| HA    | Ceramica di Hadra                |
| HE    | Ceramica micenea                 |
| HL    | Ceramica ellenistica             |
| IG    | Ceramica geometrica italiota     |
| IM    | Impasto                          |
| IS    | Ceramica subgeometrica italiota  |
| KA    | Ceramica campana                 |
| KE    | Stile di Kerch (figure rosse)    |
| KO    | Coroplastica                     |
| KR    | Korallenroter Stil (figure nere) |
| KS    | Sarcofago clazomenio             |
| ME    | Ceramica messapica               |
| MG    | Ceramica mediogeometrica         |

| Sigla | Epoca/Stile/Tecnica                                |
| ----- | -------------------------------------------------- |
| MI    | Ceramica minoica                                   |
| MK    | Ceramica messapica                                 |
| MM    | Ceramica mediomicenea                              |
| MY    | Micenea = Tardo elladica                           |
| OR    | Ceramica orientalizzante                           |
| PA    | Ceramica protoattica                               |
| PC    | Ceramica pseudocalcidese                           |
| PE    | Ceramica peucetica                                 |
| PG    | Ceramica protogeometrica                           |
| PK    | Ceramica protocorinzia                             |
| PL    | Vasi plastici                                      |
| PO    | Ceramica policroma                                 |
| PR    | Ceramica a figure rosse                            |
| PV    | Vasi pontici (figure nere)                         |
| RF    | Ceramica a figure rosse                            |
| RK    | Ceramica a rilievo                                 |
| SF    | Ceramica a figure nere                             |
| SG    | Ceramica geometrica                                |
| SM    | Ceramica tardo micenea                             |
| SH    | Silhouettenmalerei                                 |
| SI    | Tecnica di Six                                     |
| SK    | Ceramica a vernice nera                            |
| SM    | Ceramica submicenea                                |
| SU    | Ceramica subgeometrica                             |
| ÜS    | Stile di transizione (orientalizzante/figure nere) |
| WG    | Tecnica a fondo bianco                             |
| WS    | Stile delle capre selvatiche (Wild Goat Style)     |
| WR    | Stile bianco su rosso                              |

## Elenchi
- Ceramisti e pittori di vasi greci antichi